# مدیسون (مینه‌سوتا)
مدیسون (به انگلیسی: Madison, Minnesota) یک شهر در ایالات متحده آمریکا است که در مینه‌سوتا واقع شده‌است.

## خصوصیات
میدسن ۲٫۷۲ کیلومترمربع مساحت و ۱٬۵۵۱ نفر جمعیت دارد و ۳۳۲ متر بالاتر از سطح دریا واقع شده‌است.